# Pletovarje
Pletovarje – wieś w Słowenii, w gminie Šentjur. W 2018 roku liczyła 149 mieszkańców.